# SMAD1
Smad1  (por sus siglas en inglés Mothers Against Decantaplegic homolog, donde "decan-tapléjico" se refiere a una proteína de la mosca homóloga a la proteína morfogénica ósea humana) es uno de nueve miembros de la familia Smad, una proteína que, en los humanos, es codificado por el gen SMAD1. Smad1 provoca una cadena de pasos (cascada de señalización o ruta del segundo mensajero) bajo la dirección de la estimulación del factor de crecimiento transformante beta (TGF-beta) y de la proteína morfogénica ósea.

## Nomenclatura
La Smad1 pertenece a la familia de proteínas SMAD. El nombre Smad deriva de la contracción del nombre de dos proteínas, la primera inicialmente identificada en la Drosophila melanogaster (MAD o «Mothers against decantaplegic» y la expresión "mothers against" adicionada como un apunte de humor a la anécdota anglosajona que las madres usualmente forman organizaciones de protesta) y la segunda es una proteína del nemátodo Caenorhabditis elegans (SMA o "small body size", que corresponde a genes mutados que alteran el tamaño corporal). Combinando las dos siglas Sma + Mad se obtine el de la proteína en cuestión: Smad, que es notoriamente homóloga a las anteriores.
Se ha descubierto que una mutación en el gen MAD de la Drosophila madre, reprime el gen decapentaplegic (dpp), en el embrión. Tales mutaciones Mad pueden ser colocadas en una serie alélica basada en la severidad relativa del efecto materno para neutralizar los débiles alelos dpp, explicándose con ello la alusión a las «Madres contra dpp».

## Función
Las proteínas Smad participan en el desarrollo del eje dorso-ventral durante la formación del organismo. Realizan su función al ser transductores de señales y moduladores transcripcionales para varias vías de señalización celular. La proteína sirve de mediador de las señales de la proteína morfogénica ósea (BMPs), implicadas en una gama de actividades biológicas que incluyen crecimiento celular, apoptosis, morfogénesis, desarrollo y respuestas inmunes. En respuesta a los ligandos de la BMP, la proteína Smad1 puede ser fosforilada y activada por el receptor BMP cinasa. Una vez fosforilada, forma un complejo con SMAD4, el cual es vital para su función en el control de la transcripción. El Smad1 es diana para ligasas de ubiquitina específicas para el Smad, tales como el SMURF1 y el SMURF2. Dicho marcaje por ubiquitina conlleva a su subsecuente degradación mediada por proteosomas. En este respecto se han descubierto cortes transcripcionales que son variantes pero que codifican la misma proteína.